# 蒲郡市立中央小学校
蒲郡市立中央小学校（がまごおりしりつ ちゅうおうしょうがっこう）は、愛知県蒲郡市緑町にある公立小学校。
蒲郡市立蒲郡南部小学校の児童増加に伴って開校した。蒲郡市立蒲郡西部小学校に通学する一部の児童も通学範囲となった。1970年（昭和45年）にプールが完成し、当時は市民プールとの併用であった。公立中学校に進学する場合は蒲郡市立中部中学校へ進学する。

## 沿革
- 1969年（昭和44年）4月1日 - 蒲郡市立蒲郡南部小学校の児童増加によって蒲郡市立中央小学校が創立。当時の所在地は緑町1番71号。開校時は学級数17、児童数608名、職員23名[1]。
- 1970年（昭和45年）4月 - 教科担任制による指導を開始[1]。
- 1971年（昭和46年）
  - 1月26日 - 体育館完成[1]。
  - 2月 - 校歌制定[1]。
  - 11月 - 「小学校教育課程チーム・ティーチング」研究発表会開催（県・市指定）[1]。
- 1975年（昭和50年）4月 - 適性学級が設置される[1]。
- 1977年（昭和52年）4月 - 学校所在地番（緑町3番49号）変更[1]。
- 1978年（昭和53年）3月 - 開校10周年記念式挙行、校訓碑・友情の森記念碑完成[1]。『中央小この十年』刊行[1]。
- 1982年（昭和57年）11月 - 文部省・県教委生徒指導研究推進地域指定蒲郡市生徒指導実践研究大会[1]。
- 1984年（昭和59年）8月8日 - 市制30周年記念事業として「NHK夏期巡回ラジオ体操」が行われ全国に中継される[1]。
- 1989年（平成元年）2月 - 開校20周年記念式典挙行、記念講演開催[1]。『創立二十年誌』刊行[1]。
- 1990年（平成2年）10月 - NHK全国学校音楽コンクール全国大会銅賞受賞[1]。
- 1991年（平成3年）
  - 10月 - NHK全国学校音楽コンクール全国大会銅賞受賞[1]。
  - 11月 - CBC子ども音楽コンクール全国大会重唱3位、合唱4位受賞[1]。
- 1992年（平成4年）
  - 10月 - NHK全国学校音楽コンクール全国大会銅賞受賞[1]。
  - 11月 - TBS子ども音楽コンクール全国大会文部大臣奨励賞受賞[1]。
- 1994年（平成6年）6月5日 - 市制40周年記念事業として「NHK夏期巡回ラジオ体操」が行われ全国に中継される[1]。
- 1998年（平成10年）11月 - 創立30周年記念式典挙行。『創立三十年誌』刊行[1]。同月、CBC子ども音楽コンクール全国大会重唱[1]。
- 2001年（平成13年）6月13日 - 愛知県公立小中学校PTA新聞・学校新聞コンクールで愛知県公立小中学校PTA連絡協議会長賞を受賞[1]。
- 2003年（平成15年）11月 - 愛知県健康推進学校優秀賞受賞[1]。
- 2004年（平成16年）
  - 4月1日 - 2学期制を導入[1]。
  - 8月11日 - 市制50周年記念事業として「NHK夏期巡回ラジオ体操」が行われ全国に中継される[1]。
- 2006年（平成18年）4月 - 青少年赤十字に登録[1]。
- 2007年（平成19年）11月 - 東三・市指定学習指導研究会開催[1]。
- 2008年（平成20年）4月 - 特色ある学校づくりスタート（心豊かに生き生きと表現する中央小っ子）[1]。
- 2017年（平成29年）8月2日 - 南庭に新たに遊具が設置[2]。
- 2019年（平成31年）1月17日 - 創立50周年記念式典挙行[3]。

## 学校行事
- 入学式
- 春の遠足
- 運動会
- 球技指導会
- 修学旅行（6年）
- 学芸会
- 競書会
- 卒業式

## 校区
- 蒲郡市御幸町、宝町、緑町、旭町全域
- 蒲郡市蒲郡町、中央本町、神ノ郷町、宮成町、鹿島町の一部

## 周辺
- 蒲郡市民体育センター - 敷地が隣接
- 落合川
- 蒲郡警察署
- 愛知県道323号芦谷蒲郡線
- 蒲郡市役所

## 交通
- 名鉄バス「10」・「11」・「15」の各系統で、「厚生館病院前」バス停から、徒歩約700m・約11分。
- JR東海道本線・名鉄蒲郡線蒲郡駅（北口）から、徒歩約1.3km・約20分。